# ロボット・チキン

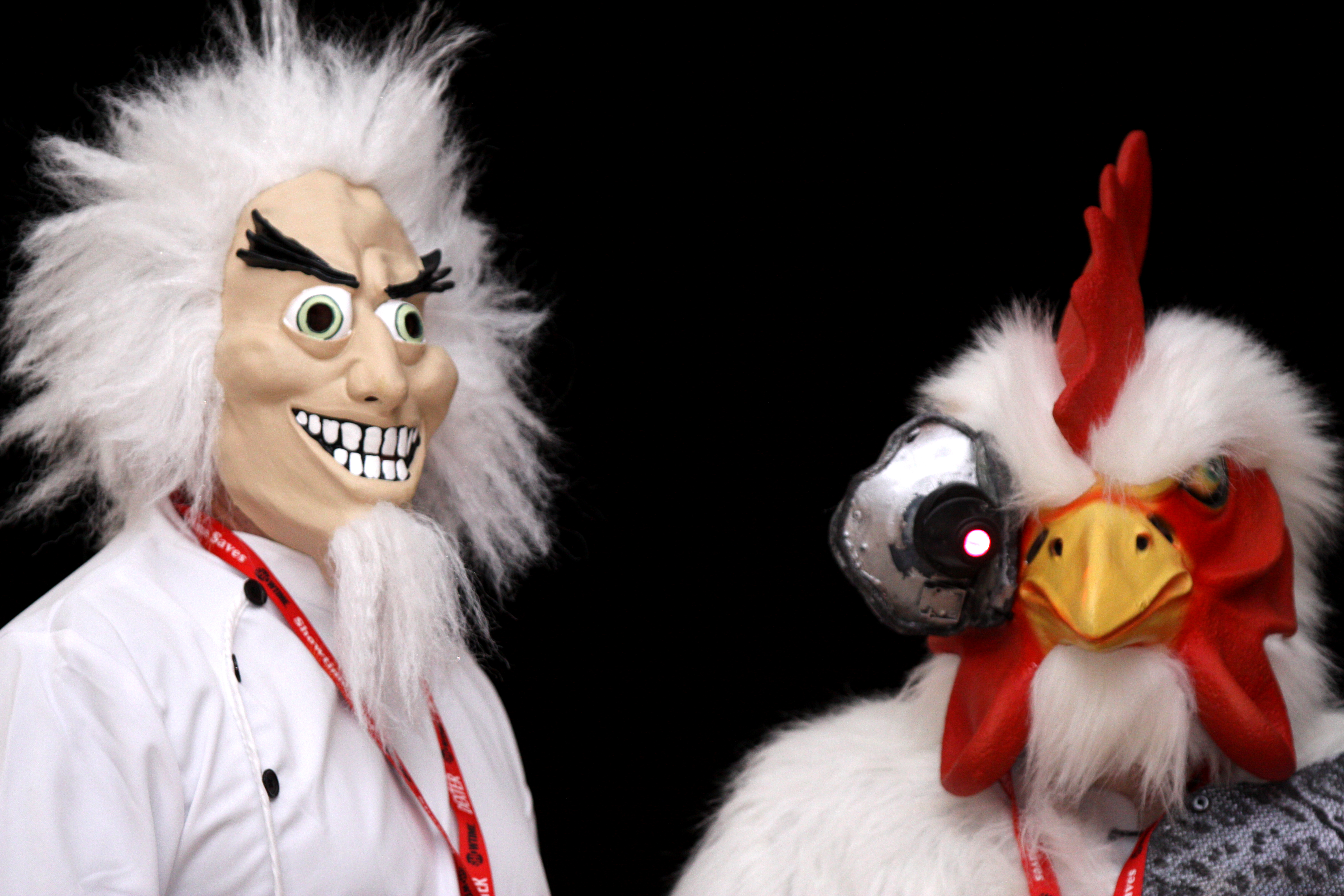
ロボット・チキンの衣装達

『ロボット・チキン』（Robot Chicken）は、カートゥーン ネットワークのアダルトスイムで2005年2月20日から放送されているストップモーションテレビアニメ。日本では未放送。

## 制作
本作のタイトルは、アメリカの人気雑誌トイフェアに掲載されていた実写漫画「Twisted ToyFare Theatre」が由来とされている。
トイフェア編集者のマシュー・センリッチは、俳優のセス・グリーンがバフィー 〜恋する十字架〜の俳優にそっくりの人形を作ったことを知り、センリッチ氏はグリーン氏に連絡をし、「写真を撮って頂けないか？」と悟った。数ヶ月後、グリーンは自分自身とオブライエンにそっくりのオモチャを起用した短編アニメ『Late Night with Conan O'Brien』のアニメーション制作に協力して頂くようセンリッチに依頼を申した。これをきっかけとして、2001年にソニーのウェブサイト「Screenblast.com」で全12話のストップモーションアニメ作品「Sweet J Presents」の配信が実現した。コナン・オブライエンは、第1話「Conan's Big Fun」で参加しており、ファミリー・ガイのクリエイターであるセス・マクファーレンが声を担当している。
その短編アニメのコンセプトを本作にそのまま取り入れ、製作スタッフたちは『ロボット・チキン』というタイトルで売り込んだ。
本作は、セス・グリーン、マシュー・センリッチが企画・脚本・製作し、シャドウマシン・フィルムズ（シーズン1～5）、ストゥーピッド・バディ・ストゥーディオス、ストゥープ・ド・モンキー、ウィリアムズ・ストリート、ソニー・ピクチャーズ・デジタル（シーズン1～5）、ソニー・ピクチャーズ・テレビジョン（シーズン6～10）が共同製作を担当した。
2022年以降は全く放送がないが、マシュー・センリッチによると「制作進行中」としている。

## キャラクター
ロボット・チキン（Robot Chicken）
声：セス・グリーン
クラックレラ（Cluckerella）
声：セス・グリーン
マッド・サイエンティスト（Mad Scientist）
声：レス・クレイプール
ザ・ナード（The Nerd）
声：セス・グリーン（日本語吹き替え:山崎たくみ〈ロボット・チキン/スター・ウォーズのみ〉）

## エピソード

### シーズン1
| #  | 原題                      | 監督                     | 脚本                                                                      | 米国放送日    |
| -- | ------------------------- | ------------------------ | ------------------------------------------------------------------------- | ------------- |
| 1  | Junk in the Trunk         | マシュー・センリッチ     | セス・グリーン パット・マッカラム マシュー・センリッチ                    | 2005年2月20日 |
| 2  | Nutcracker Sweet          | ダグ・ゴールドシュタイン | セス・グリーン マシュー・センリッチ マイク・ファソロ                      | 2005年2月27日 |
| 3  | Gold Dust Gasoline        | トム・ルート             | セス・グリーン マシュー・センリッチ マイク・ファソロ                      | 2005年3月6日  |
| 4  | Plastic Buffet            | トム・ルート             | セス・グリーン マシュー・センリッチ マイク・ファソロ                      | 2005年3月13日 |
| 5  | Toyz in the Hood          | マシュー・センリッチ     | セス・グリーン マイク・ファッソロ パット・マッカラム マシュー・センリッチ | 2005年3月20日 |
| 6  | Vegetable Fun Fest        | ダグ・ゴールドシュタイン | セス・グリーン マイク・ファソロ マシュー・センリッチ                      | 2005年3月27日 |
| 7  | A Piece of the Action     | セス・グリーン           | セス・グリーン マシュー・センリッチ マイク・ファソロ                      | 2005年4月3日  |
| 8  | The Deep End              | セス・グリーン           | セス・グリーン パット・マッカラム マシュー・センリッチ                    | 2005年4月10日 |
| 9  | S&M Present               | トム・ルート             | セス・グリーン マイク・ファソロ パット・マッカラム マシュー・センリッチ   | 2005年4月17日 |
| 10 | Badunkadunk               | セス・グリーン           | セス・グリーン マイク・ファソロ マシュー・センリッチ                      | 2005年4月24日 |
| 11 | Toy Meets Girls           | マシュー・センリッチ     | セス・グリーン マイク・ファソロ パット・マッカラム マシュー・センリッチ   | 2005年5月1日  |
| 12 | Midnight Snack            | セス・グリーン           | セス・グリーン マイク・ファソロ マシュー・センリッチ                      | 2005年5月15日 |
| 13 | Atta Toy                  | トム・ルート             | セス・グリーン マイク・ファソロ マシュー・センリッチ                      | 2005年5月22日 |
| 14 | Joint Point               | ダグ・ゴールドシュタイン | セス・グリーン マイク・ファソロ マシュー・センリッチ                      | 2005年6月5日  |
| 15 | Kiddle Pool               | ダグ・ゴールドシュタイン | セス・グリーン マシュー・センリッチ マイク・ファソロ                      | 2005年6月12日 |
| 16 | Nightmare Generator       | マシュー・センリッチ     | セス・グリーン マイク・ファソロ パット・マッカラム マシュー・センリッチ   | 2005年6月19日 |
| 17 | Operation: Rich in Spirit | セス・グリーン           | セス・グリーン マイク・ファソロ マシュー・センリッチ                      | 2005年6月26日 |
| 18 | Tha Sack                  | マシュー・センリッチ     | セス・グリーン マイク・ファソロ パット・マッカラム マシュー・センリッチ   | 2005年7月3日  |
| 18 | Adultizzle Swizzle        | マシュー・センリッチ     | セス・グリーン マシュー・センリッチ マイク・ファソロ パット・マッカラム   | 2008年4月11日 |
| 19 | That Hurts Me             | マシュー・センリッチ     | セス・グリーン マイク・ファソロ マシュー・センリッチ                      | 2005年7月10日 |
| 20 | The Black Cherry          | ダグ・ゴールドシュタイン | セス・グリーン マイク・ファソロ マシュー・センリッチ                      | 2005年7月17日 |

### シーズン2
| #  | 原題                            | 監督                     | 脚本 | 米国放送日     |
| -- | ------------------------------- | ------------------------ | --- | -------------- |
| 21 | Suck It                         | セス・グリーン           | セス・グリーン マイク・ファソロ チャールズ・ホーン ブレッキン・メイヤー マシュー・センリッチ                                                   | 2006年4月2日   |
| 22 | Federated Resources             | セス・グリーン           | セス・グリーン マイク・ファソロ チャールズ・ホーン ブレッキン・メイヤー マシュー・センリッチ                                                   | 2006年4月9日   |
| 23 | Easter Basket                   | トム・ルート             | セス・グリーン マイク・ファソロ チャールズ・ホーン ブレッキン・メイヤー マシュー・センリッチ                                                   | 2006年4月16日  |
| 24 | Celebrity Rocket                | トム・ルート             | セス・グリーン ジョーダン・アレン・ダットン マイク・ファソロ チャールズ・ホーン ブレッキン・メイヤー マシュー・センリッチ エリック・ウェイナー | 2006年4月23日  |
| 25 | Dragon Nuts                     | ダグ・ゴールドシュタイン | セス・グリーン ジョーダン・アレン・ダットン マイク・ファソロ チャールズ・ホーン ブレッキン・メイヤー マシュー・センリッチ エリック・ウェイナー | 2006年4月30日  |
| 26 | 1987                            | ダグ・ゴールドシュタイン | セス・グリーン マイク・ファソロ チャールズ・ホーン ブレッキン・メイヤー マシュー・センリッチ                                                   | 2006年3月7日   |
| 27 | Cracked China                   | マシュー・センリッチ     | ジョーダン・アレン・ダットン マイク・ファソロ セス・グリーン マシュー・センリッチ エリック・ウェイナー                                         | 2006年3月14日  |
| 28 | Rodiggity                       | マシュー・センリッチ     | ジョーダン・アレン・ダットン マイク・ファソロ セス・グリーン チャールズ・ホーン ブレッキン・メイヤー マシュー・センリッチ エリック・ウェイナー | 2006年3月21日  |
| 29 | Massage Chair                   | ダグ・ゴールドシュタイン | ジョーダン・アレン・ダットン マイク・ファソロ セス・グリーン マシュー・センリッチ エリック・ウェイナー                                         | 2006年3月28日  |
| 30 | Password: Swordfish             | マシュー・センリッチ     | ジョーダン・アレン・ダットン マイク・ファソロ セス・グリーン マシュー・センリッチ エリック・ウェイナー                                         | 2006年6月4日   |
| 31 | Adoption's an Option            | トム・ルート             | ハグ・デヴィッドソン ジョーダン・アレン・ダットン マイク・ファソロ セス・グリーン ダン・ミラーノ マシュー・センリッチ エリック・ウェイナー     | 2006年9月17日  |
| 32 | The Munnery                     | ダグ・ゴールドシュタイン | ハグ・デヴィッドソン マイク・ファソロ セス・グリーン ダン・ミラーノ マシュー・センリッチ                                                       | 2006年9月24日  |
| 33 | Metal Militia                   | セス・グリーン           | ハグ・デヴィッドソン ジョーダン・アレン・ダットン マイク・ファソロ セス・グリーン ダン・ミラーノ マシュー・センリッチ エリック・ウェイナー     | 2006年10月1日  |
| 34 | Veggies for Sloth               | マシュー・センリッチ     | ハグ・デヴィッドソン ジョーダン・アレン・ダットン マイク・ファソロ セス・グリーン ダン・ミラーノ マシュー・センリッチ エリック・ウェイナー     | 2006年10月8日  |
| 34 | Blankets in a Pig               | マシュー・センリッチ     | ハグ・デヴィッドソン ジョーダン・アレン・ダットン マイク・ファソロ セス・グリーン ダン・ミラーノ マシュー・センリッチ エリック・ウェイナー     | 2008年4月11日  |
| 35 | Sausage Fest                    | トム・ルート             | ハグ・デヴィッドソン マイク・ファソロ セス・グリーン ダン・ミラーノ マシュー・センリッチ                                                       | 2006年10月15日 |
| 36 | Drippy Pony                     | ダグ・ゴールドシュタイン | ハグ・デヴィッドソン マイク・ファソロ セス・グリーン ダン・ミラーノ マシュー・センリッチ                                                       | 2006年10月29日 |
| 37 | A Day at the Circus             | トム・ルート             | ジョーダン・アレン・ダットン マイク・ファソロ セス・グリーン ダン・ミラーノ マシュー・センリッチ エリック・ウェイナー                          | 2006年10月29日 |
| 38 | Lust for Puppets                | セス・グリーン           | ハグ・デヴィッドソン ジョーダン・アレン・ダットン マイク・ファソロ セス・グリーン ダン・ミラーノ マシュー・センリッチ エリック・ウェイナー     | 2006年11月5日  |
| 39 | Anne Marie's Pride Donkey Punch | セス・グリーン           | ジョーダン・アレン・ダットン マイク・ファソロ セス・グリーン ダン・ミラーノ マシュー・センリッチ エリック・ウェイナー                          | 2006年11月12日 |
| 40 | Book of Corrine                 | マシュー・センリッチ     | ジョーダン・アレン・ダットン マイク・ファソロ セス・グリーン ダン・ミラーノ マシュー・センリッチ エリック・ウェイナー                          | 2006年11月19日 |

### シーズン3
| #  | 原題                                         | 監督                                  | 脚本 | 米国放送日     |
| -- | -------------------------------------------- | ------------------------------------- | --- | -------------- |
| 41 | Werewolf vs. Unicorn                         | クリス・マッケイ                      | セス・グリーン マイク・ファソロ マシュー・センリッチ ケヴィン・シニック ゼブ・ウェルズ                      | 2007年8月12日  |
| 42 | Squaw Bury Shortcake                         | クリス・マッケイ                      | セス・グリーン マイク・ファソロ マシュー・センリッチ ケヴィン・シニック ゼブ・ウェルズ                      | 2007年8月19日  |
| 43 | Rabbits on a Roller Coaster                  | クリス・マッケイ                      | セス・グリーン マイク・ファソロ マシュー・センリッチ ケヴィン・シニック ゼブ・ウェルズ                      | 2007年8月19日  |
| 44 | Tapping a Hero                               | セス・グリーン クリス・マッケイ       | セス・グリーン マイク・ファソロ マシュー・センリッチ ケヴィン・シニック ゼブ・ウェルズ                      | 2007年9月2日   |
| 45 | Shoe                                         | クリス・マッケイ                      | セス・グリーン マイク・ファソロ ハープ・ピーキン ベン・シュワルツ マシュー・センリッチ ケヴィン・シニック   | 2007年9月9日   |
| 46 | Endless Breadsticks                          | クリス・マッケイ                      | セス・グリーン ハープ・ピーキン ベン・シュワルツ マシュー・センリッチ ケヴィン・シニック                    | 2007年9月16日  |
| 47 | Yancy the Yo-Yo Boy                          | マシュー・センリッチ                  | セス・グリーン ハープ・ピーキン ベン・シュワルツ マシュー・センリッチ ケヴィン・シニック                    | 2007年9月23日  |
| 48 | More Blood, More Chocolate                   | クリス・マッケイ                      | セス・グリーン ハープ・ピーキン ベン・シュワルツ マシュー・センリッチ ケヴィン・シニック                    | 2007年9月23日  |
| 49 | Celebutard Mountain                          | クリス・マッケイ                      | セス・グリーン マイク・ファソロ ブレッキン・メイヤー マシュー・センリッチ ケヴィン・シニック                | 2007年10月7日  |
| 50 | Moesha Poppins                               | セス・グリーン                        | セス・グリーン マイケル・ファソロ ブレッキン・メイヤー マシュー・センリッチ ケヴィン・シニック              | 2007年10月21日 |
| 51 | Ban on the Fun                               | クリス・マッケイ マシュー・センリッチ | セス・グリーン マイケル・ファソロ ブレッキン・メイヤー マシュー・センリッチ ケヴィン・シニック              | 2007年10月28日 |
| 52 | Losin' the Wobble                            | クリス・マッケイ                      | セス・グリーン マイケル・ファソロ ブレッキン・メイヤー マシュー・センリッチ ケヴィン・シニック              | 2007年11月7日  |
| 53 | Slaughterhouse on the Prairie                | クリス・マッケイ                      | セス・グリーン マイケル・ファソロ ブレッキン・メイヤー マシュー・センリッチ ケヴィン・シニック              | 2007年11月11日 |
| 54 | Robot Chicken's Half-Assed Christmas Special | マシュー・センリッチ                  | セス・グリーン マイケル・ファソロ ハープ・ピーキン ベン・シュワルツ マシュー・センリッチ ケヴィン・シニック | 2007年12月9日  |
| 55 | Tubba-Bubba's Now Hubba-Hubba                | クリス・マッケイ                      | セス・グリーン マイケル・ファソロ ブレッキン・メイヤー マシュー・センリッチ ケヴィン・シニック              | 2008年4月1日   |
| 56 | Boo Cocky                                    | クリス・マッケイ                      | セス・グリーン ハグ・デヴィッドソン マイク・ファソロ マシュー・センリッチ エリック・ウェイナー              | 2008年9月7日   |
| 57 | Bionic Cow                                   | クリス・マッケイ                      | セス・グリーン ハグ・デヴィッドソン マイク・ファソロ マシュー・センリッチ エリック・ウェイナー              | 2008年9月14日  |
| 58 | Monstourage                                  | クリス・マッケイ                      | セス・グリーン ハグ・デヴィッドソン マイク・ファソロ マシュー・センリッチ エリック・ウェイナー              | 2008年9月21日  |
| 59 | President Evil                               | クリス・マッケイ                      | セス・グリーン ハグ・デヴィッドソン マイク・ファソロ マシュー・センリッチ エリック・ウェイナー              | 2008年9月28日  |
| 60 | Chirlaxx                                     | セス・グリーン                        | セス・グリーン ハグ・デヴィッドソン マイク・ファソロ マシュー・センリッチ エリック・ウェイナー              | 2008年10月5日  |

### シーズン4
| #  | 原題                                                       | 監督             | 脚本 | 米国放送日     |
| -- | ---------------------------------------------------------- | ---------------- | --- | -------------- |
| 61 | Help Me                                                    | クリス・マッケイ | ハー・デヴィッドソン マイク・ファソロ セス・グリーン ジェフ・ジョーンズ マシュー・センリッチ ケヴィン・シニック ゼブ・ウェールズ | 2008年12月7日  |
| 62 | They Took My Thumbs                                        | クリス・マッケイ | ハー・デヴィッドソン マイク・ファソロ セス・グリーン ジェフ・ジョーンズ マシュー・センリッチ ケヴィン・シニック ゼブ・ウェールズ | 2008年12月14日 |
| 63 | I'm Trapped                                                | クリス・マッケイ | ハー・デヴィッドソン マイク・ファソロ セス・グリーン ジェフ・ジョーンズ マシュー・センリッチ ケヴィン・シニック ゼブ・ウェールズ | 2008年12月21日 |
| 64 | In a DVD Factory                                           | クリス・マッケイ | ハー・デヴィッドソン マイク・ファソロ セス・グリーン ジェフ・ジョーンズ マシュー・センリッチ ケヴィン・シニック ゼブ・ウェールズ | 2008年12月28日 |
| 65 | Tell My Mom                                                | クリス・マッケイ | マイク・ファソロ セス・グリーン ブレッキン・メイヤー マシュー・センリッチ ケヴィン・シニック ゼブ・ウェールズ                    | 2009年1月4日   |
| 66 | P.S. Yes, in That Way                                      | クリス・マッケイ | マイク・ファソロ セス・グリーン ブレッキン・メイヤー マシュー・センリッチ ケヴィン・シニック ゼブ・ウェールズ                    | 2009年1月11日  |
| 67 | Love, Maurice                                              | クリス・マッケイ | マイク・ファソロ セス・グリーン ブレッキン・メイヤー マシュー・センリッチ ケヴィン・シニック ゼブ・ウェールズ                    | 2009年1月18日  |
| 68 | 2 Weeks Without Foo                                        | クリス・マッケイ | ハグ・デヴィッドソン マイク・ファソロ セス・グリーン ジェフ・ジョーンズ マシュー・センリッチ ケヴィン・シニック ゼブ・ウェールズ | 2009年1月25日  |
| 69 | But Not in That Way                                        | クリス・マッケイ | マイク・ファソロ セス・グリーン ブレッキン・メイヤー マシュー・センリッチ ケヴィン・シニック ゼブ・ウェールズ                    | 2009年2月1日   |
| 70 | I Love Her                                                 | クリス・マッケイ | マイク・ファソロ セス・グリーン ブレッキン・メイヤー マシュー・センリッチ ケヴィン・シニック ゼブ・ウェールズ                    | 2009年2月8日   |
| 71 | We Are a Humble Factory                                    | クリス・マッケイ | ハグ・デヴィッドソン マイク・ファソロ セス・グリーン マシュー・センリッチ ケヴィン・シニック ゼブ・ウェールズ                    | 2009年7月26日  |
| 72 | Maurice Was Caught                                         | クリス・マッケイ | マイク・ファソロ セス・グリーン ハグ・デヴィッドソン マシュー・センリッチ ケヴィン・シニック ゼブ・ウェールズ                    | 2009年8月2日   |
| 73 | Unionizing Our Labor                                       | クリス・マッケイ | マイク・ファソロ セス・グリーン ハグ・デヴィッドソン マシュー・センリッチ ケヴィン・シニック ゼブ・ウェールズ                    | 2009年8月9日   |
| 74 | President Hu Forbids It                                    | クリス・マッケイ | マイク・ファソロ セス・グリーン ハグ・デヴィッドソン マシュー・センリッチ ケヴィン・シニック ゼブ・ウェールズ                    | 2009年8月16日  |
| 75 | Due to Constraints of Time and Budget                      | クリス・マッケイ | ジョーダン・アレン・ダットン マイク・ファソロ セス・グリーン マシュー・センリッチ ケヴィン・シニック エリック・ウェイナー        | 2009年8月23日  |
| 76 | The Ramblings of Maurice                                   | クリス・マッケイ | ジョーダン・アレン・ダットン マイク・ファソロ セス・グリーン マシュー・センリッチ ケヴィン・シニック エリック・ウェイナー        | 2009年8月30日  |
| 77 | Cannot Be Erased, So Sorry                                 | クリス・マッケイ | ジョーダン・アレン・ダットン マイク・ファソロ セス・グリーン マシュー・センリッチ ケヴィン・シニック エリック・ウェイナー        | 2009年9月6日   |
| 78 | Please Do Not Notify Our Contractors                       | クリス・マッケイ | ジョーダン・アレン・ダットン マイク・ファソロ セス・グリーン マシュー・センリッチ ケヴィン・シニック エリック・ウェイナー        | 2009年9月13日  |
| 79 | Especially the Animal Keith Crofford!                      | クリス・マッケイ | ジョーダン・アレン・ダットン マイク・ファソロ セス・グリーン マシュー・センリッチ ケヴィン・シニック エリック・ウェイナー        | 2009年9月20日  |
| 80 | Dear Consumer Robot Chicken's Full-Assed Christmas Special | クリス・マッケイ | ジョーダン・アレン・ダットン マイク・ファソロ セス・グリーン マシュー・センリッチ ケヴィン・シニック エリック・ウェイナー        | 2009年12月6日  |

### シーズン5
| #   | 原題                                         | 監督             | 脚本 | 米国放送日     |
| --- | -------------------------------------------- | ---------------- | --- | -------------- |
| 81  | Robot Chicken's DP Christmas Special         | クリス・マッケイ | マシュー・ビーンズ マイク・ファソロ セス・グリーン ブレンダン・ヘイ ダニエル・リブマン マシュー・リブマン マシュー・センリッチ ゼブ・ウェールズ | 2010年12月12日 |
| 82  | Saving Private Gigli                         | クリス・マッケイ | マシュー・ビーンズ マイク・ファソロ セス・グリーン ブレッキン・メイヤー エリック・シャー マシュー・センリッチ ゼブ・ウェールズ                  | 2011年1月9日   |
| 83  | Terms of Endaredevil                         | クリス・マッケイ | マシュー・ビーンズ マイク・ファソロ セス・グリーン ブレッキン・メイヤー エリック・シャー マシュー・センリッチ ゼブ・ウェールズ                  | 2011年1月16日  |
| 84  | Big Trouble in Little Clerks 2               | クリス・マッケイ | マシュー・ビーンズ マイク・ファソロ セス・グリーン ブレッキン・メイヤー エリック・シャー マシュー・センリッチ ゼブ・ウェールズ                  | 2011年1月23日  |
| 85  | Kramer vs. Showgirls                         | クリス・マッケイ | マシュー・ビーンズ マイク・ファソロ セス・グリーン ブレッキン・メイヤー エリック・シャー マシュー・センリッチ ゼブ・ウェールズ                  | 2011年1月30日  |
| 86  | Malcolm X: Fully Loaded                      | クリス・マッケイ | マシュー・ビーンズ マイク・ファソロ セス・グリーン ブレッキン・メイヤー エリック・シャー マシュー・センリッチ ゼブ・ウェールズ                  | 2011年2月6日   |
| 87  | Major League of Extraordinary Gentlemen      | クリス・マッケイ | マシュー・ビーンズ マイク・ファソロ セス・グリーン ブレンダン・ヘイ ダニエル・リブマン マシュー・リブマン マシュー・センリッチ ゼブ・ウェールズ | 2011年2月13日  |
| 88  | Schindler's Bucket List                      | クリス・マッケイ | マシュー・ビーンズ マイク・ファソロ セス・グリーン ブレンダン・ヘイ ダニエル・リブマン マシュー・リブマン マシュー・センリッチ ゼブ・ウェールズ | 2011年2月20日  |
| 89  | No Country for Old Dogs                      | クリス・マッケイ | マシュー・ビーンズ マイク・ファソロ セス・グリーン ブレンダン・ヘイ ダニエル・リブマン マシュー・リブマン マシュー・センリッチ ゼブ・ウェールズ | 2011年2月27日  |
| 90  | Catch Me If You Kangaroo Jack                | クリス・マッケイ | マシュー・ビーンズ マイク・ファソロ セス・グリーン ブレンダン・ヘイ ダニエル・リブマン マシュー・リブマン マシュー・センリッチ ゼブ・ウェールズ | 2011年3月6日   |
| 91  | Beastmaster and Commander                    | クリス・マッケイ | マシュー・ビーンズ マイク・ファソロ セス・グリーン ブレッキン・メイヤー マシュー・センリッチ ゼブ・ウェールズ ハーランド・ウィリアムズ          | 2011年10月23日 |
| 92  | Casablankman                                 | クリス・マッケイ | マシュー・ビーンズ マイク・ファソロ セス・グリーン ブレッキン・メイヤー マシュー・センリッチ ゼブ・ウェールズ ハーランド・ウィリアムズ          | 2011年10月30日 |
| 93  | The Departy Monster                          | クリス・マッケイ | マシュー・ビーンズ マイク・ファソロ セス・グリーン ブレッキン・メイヤー マシュー・センリッチ ゼブ・ウェールズ ハーランド・ウィリアムズ          | 2011年11月6日  |
| 94  | Some Like It Hitman                          | クリス・マッケイ | マシュー・ビーンズ マイク・ファソロ セス・グリーン ブレッキン・メイヤー マシュー・センリッチ ゼブ・ウェールズ ハーランド・ウィリアムズ          | 2011年11月13日 |
| 95  | The Core, the Thief, His Wife, and Her Lover | クリス・マッケイ | マシュー・ビーンズ マイク・ファソロ セス・グリーン ブレッキン・メイヤー マシュー・センリッチ ゼブ・ウェールズ ハーランド・ウィリアムズ          | 2011年11月20日 |
| 96  | The Godfather of the Bride 2                 | クリス・マッケイ | ジョルダン・アレン・ダットン マシュー・ビーンズ マイク・ファソロ セス・グリーン マシュー・センリッチ ゼブ・ウェールズ エリック・ウェイナー      | 2011年12月4日  |
| 97  | The Curious Case of the Box                  | クリス・マッケイ | ジョルダン・アレン・ダットン マシュー・ビーンズ マイク・ファソロ セス・グリーン マシュー・センリッチ ゼブ・ウェールズ エリック・ウェイナー      | 2011年12月11日 |
| 98  | Fool's Goldfinger                            | クリス・マッケイ | ジョルダン・アレン・ダットン マシュー・ビーンズ マイク・ファソロ セス・グリーン マシュー・センリッチ ゼブ・ウェールズ エリック・ウェイナー      | 2011年12月18日 |
| 99  | Casablankman 2                               | クリス・マッケイ | ジョルダン・アレン・ダットン マシュー・ビーンズ マイク・ファソロ セス・グリーン マシュー・センリッチ ゼブ・ウェールズ エリック・ウェイナー      | 2012年1月8日   |
| 100 | Fight Club Paradise                          | クリス・マッケイ | ジョルダン・アレン・ダットン マシュー・ビーンズ マイク・ファソロ セス・グリーン マシュー・センリッチ ゼブ・ウェールズ エリック・ウェイナー      | 2012年1月15日  |

### シーズン6
| #   | 原題                                            | 監督             | 脚本 | 米国放送日     |
| --- | ----------------------------------------------- | ---------------- | --- | -------------- |
| 101 | Executed by the State                           | ゼブ・ウェールズ | マシュー・ビーンズ マイク・ファソロ ジェシカ・ガオー セス・グリーン マシュー・センリッチ ゼブ・ウェールズ                                             | 2012年9月17日  |
| 102 | Crushed by a Steamroller on My 53rd Birthday    | ゼブ・ウェールズ | マシュー・ビーンズ マイク・ファソロ ジェシカ・ガオー セス・グリーン マシュー・センリッチ ゼブ・ウェールズ                                             | 2012年9月24日  |
| 103 | Punctured Jugular                               | ゼブ・ウェールズ | マシュー・ビーンズ マイク・ファソロ ジェシカ・ガオー セス・グリーン マシュー・センリッチ ゼブ・ウェールズ                                             | 2012年10月1日  |
| 104 | Poisoned by Relatives                           | ゼブ・ウェールズ | マシュー・ビーンズ マイク・ファソロ ジェシカ・ガオー セス・グリーン マシュー・センリッチ ゼブ・ウェールズ                                             | 2012年10月8日  |
| 105 | Hurtled from a Helicopter into a Speeding Train | ゼブ・ウェールズ | マシュー・ビーンズ マイク・ファソロ セス・グリーン メハール・セティ マシュー・センリッチ ゼブ・ウェールズ                                             | 2012年10月15日 |
| 106 | Disemboweled by an Orphan                       | ゼブ・ウェールズ | マシュー・ビーンズ マイク・ファソロ セス・グリーン メハール・セティ マシュー・センリッチ ゼブ・ウェールズ                                             | 2012年10月22日 |
| 107 | In Bed Surrounded by Loved Ones                 | ゼブ・ウェールズ | マシュー・ビーンズ マイク・ファソロ ジェシカ・ガオー セス・グリーン マシュー・センリッチ ゼブ・ウェールズ                                             | 2012年10月29日 |
| 108 | Choked on Multi-Colored Scarves                 | ゼブ・ウェールズ | マシュー・ビーンズ レイチェル・ブルーム マイク・ファソロ セス・グリーン ジェイソン・レイチ マシュー・センリッチ ゼブ・ウェールズ                      | 2012年11月5日  |
| 109 | Hemlock, Gin and Juice                          | ゼブ・ウェールズ | マシュー・ビーンズ マイク・ファソロ セス・グリーン ブレッキン・メイヤー ジェイソン・レイチ マシュー・センリッチ エリック・ウェイナー ゼブ・ウェールズ | 2012年11月12日 |
| 110 | Collateral Damage in Gang Turf War              | ゼブ・ウェールズ | マシュー・センリッチ レイチェル・ブルーム マイク・ファソロ セス・グリーン ジェイソン・レイチ マシュー・センリッチ ゼブ・ウェールズ                    | 2012年11月19日 |
| 111 | Eviscerated Post-Coital by a Six Foot Mantis    | ゼブ・ウェールズ | マシュー・ビーンズ マイク・ファソロ セス・グリーン ブレッキン・メイヤー ジェイソン・レイチ マシュー・センリッチ エリック・ウェイナー ゼブ・ウェールズ | 2012年12月3日  |
| 112 | Butchered in Burbank                            | ゼブ・ウェールズ | マシュービーンズ レイチェル・ブルーム マイク・ファソロ セス・グリーン ジェイソン・レイチ マシュー・センリッチ ゼブ・ウェールズ                        | 2012年12月10日 |
| 113 | Robot Chicken's ATM Christmas Special           | ゼブ・ウェールズ | マシュー・ビーンズ マイク・ファソロ セス・グリーン メハール・セティ マシュー・センリッチ ゼブ・ウェールズ                                             | 2012年12月17日 |
| 114 | Papercut to Aorta                               | ゼブ・ウェールズ | マシュー・ビーンズ レイチェル・ブルーム マイク・ファソロ セス・グリーン ジェイソン・レイチ マシュー・センリッチ ゼブ・ウェールズ                      | 2013年1月7日   |
| 115 | Caffeine-Induced Aneurysm                       | ゼブ・ウェールズ | マシュー・ビーンズ マイク・ファソロ セス・グリーン ブレッキン・メイヤー ジェイソン・レイチ マシュー・センリッチ エリック・ウェイナー ゼブ・ウェールズ | 2013年1月14日  |
| 116 | Eaten by Cats                                   | ゼブ・ウェールズ | マシュー・ビーンズ マイク・ファソロ セス・グリーン ブレッキン・メイヤー ジェイソン・レイチ マシュー・センリッチ エリック・ウェイナー ゼブ・ウェールズ | 2013年1月21日  |
| 117 | Botched Jewel Heist                             | ゼブ・ウェールズ | マシュー・ビーンズ レイチェル・ブルーム マイク・ファソロ ジェシカ・ガオー セス・グリーン マシュー・センリッチ トム・シェパード ゼブ・ウェールズ       | 2013年1月28日  |
| 119 | Robot Fight Accident                            | ゼブ・ウェールズ | マシュー・ビーンズ レイチェル・ブルーム マイク・ファソロ ジェシカ・ガオー セス・グリーン マシュー・センリッチ トム・シェパード ゼブ・ウェールズ       | 2013年2月4日   |
| 119 | Choked on a Bottle Cap                          | ゼブ・ウェールズ | マシュー・ビーンズ レイチェル・ブルーム マイク・ファソロ ジェシカ・ガオー セス・グリーン マシュー・センリッチ トム・シェパード ゼブ・ウェールズ       | 2013年2月11日  |
| 120 | Immortal                                        | ゼブ・ウェールズ | マシュー・ビーンズ レイチェル・ブルーム マイク・ファソロ ジェシカ・ガオー セス・グリーン マシュー・センリッチ トム・シェパード ゼブ・ウェールズ       | 2013年2月18日  |

### シーズン7
| #   | 原題 | 監督             | 脚本 | 米国放送日    |
| --- | --- | ---------------- | --- | ------------- |
| 121 | G.I. Jogurt | ゼブ・ウェールズ | レイチェル・ブルーム ミッキー・デー マイク・ファソロ セス・グリーン マシュー・センリッチ ゼブ・ウェールズ                            | 2014年4月13日 |
| 122 | Link's Sausages | ゼブ・ウェールズ | レイチェル・ブルーム ミッキー・デー マイク・ファソロ セス・グリーン マシュー・センリッチ ゼブ・ウェールズ                            | 2014年4月20日 |
| 123 | Secret of the Booze                                                                                                   | ゼブ・ウェールズ | レイチェル・ブルーム ミッキー・デー マイク・ファソロ セス・グリーン マシュー・センリッチ ゼブ・ウェールズ                            | 2014年4月27日 |
| 124 | Rebel Appliance | ゼブ・ウェールズ | レイチェル・ブルーム ミッキー・デー マイク・ファソロ セス・グリーン マシュー・センリッチ ゼブ・ウェールズ                            | 2014年5月4日  |
| 125 | Legion of Super-Gyros                                                                                                 | ゼブ・ウェールズ | レイチェル・ブルーム マイク・ファソロ セス・グリーン デヴィッド・フィリップス マシュー・センリッチ ゼブ・ウェールズ                  | 2014年5月11日 |
| 126 | El Skeletorito | ゼブ・ウェールズ | レイチェル・ブルーム マイク・ファソロ セス・グリーン デヴィッド・フィリップス マシュー・センリッチ ゼブ・ウェールズ                  | 2014年5月18日 |
| 127 | Snarfer Image | ゼブ・ウェールズ | レイチェル・ブルーム マイク・ファソロ セス・グリーン デヴィッド・フィリップス マシュー・センリッチ ゼブ・ウェールズ                  | 2014年5月25日 |
| 128 | Up, Up, and Buffet | ゼブ・ウェールズ | レイチェル・ブルーム マイク・ファソロ セス・グリーン デヴィッド・フィリップス マシュー・センリッチ ゼブ・ウェールズ                  | 2014年6月1日  |
| 129 | Panthropologie | ゼブ・ウェールズ | ミッキー・デイ マイク・ファソロ セス・グリーン ブレンダン・ヘイ デヴィッド・フィリップス マシュー・センリッチ ゼブ・ウェールズ       | 2014年6月8日  |
| 130 | Catdog on a Stick | ゼブ・ウェールズ | ミッキー・デイ マイク・ファソロ セス・グリーン ブレンダン・ヘイ デヴィッド・フィリップス マシュー・センリッチ ゼブ・ウェールズ       | 2014年6月15日 |
| 131 | Super Guitario Center                                                                                                 | ゼブ・ウェールズ | ミッキー・デイ マイク・ファソロ セス・グリーン ブレンダン・ヘイ デヴィッド・フィリップス マシュー・センリッチ ゼブ・ウェールズ       | 2014年6月22日 |
| 132 | Noidstrom Rack | ゼブ・ウェールズ | ミッキー・デイ マイク・ファソロ セス・グリーン ブレンダン・ヘイ デヴィッド・フィリップス マシュー・センリッチ ゼブ・ウェールズ       | 2014年6月29日 |
| 133 | Stone Cold Steve Cold Stone                                                                                           | ゼブ・ウェールズ | マシュー・センリッチ レイチェル・ブルーム マイク・ファソロ セス・グリーン ブレンダン・ヘイ マシュー・センリッチ ゼブ・ウェールズ     | 2014年7月6日  |
| 134 | Walking Dead Lobster                                                                                                  | ゼブ・ウェールズ | マシュー・センリッチ レイチェル・ブルーム マイク・ファソロ セス・グリーン ブレンダン・ヘイ マシュー・センリッチ ゼブ・ウェールズ     | 2014年7月13日 |
| 135 | Victoria's Secret of NIMH                                                                                             | ゼブ・ウェールズ | マシュー・センリッチ レイチェル・ブルーム マイク・ファソロ セス・グリーン マシュー・センリッチ エリック・ウェイナー ゼブ・ウェールズ | 2014年7月20日 |
| 136 | Bitch Pudding Special                                                                                                 | ゼブ・ウェールズ | トム・ルート | 2014年7月26日 |
| 137 | Batman Forever 21 | ゼブ・ウェールズ | マシュー・センリッチ レイチェル・ブルーム マイク・ファソロ セス・グリーン マシュー・センリッチ エリック・ウェイナー ゼブ・ウェールズ | 2014年8月3日  |
| 138 | The Hobbit: There and Bennigan's                                                                                      | ゼブ・ウェールズ | マシュー・センリッチ レイチェル・ブルーム マイク・ファソロ セス・グリーン ブレンダン・ヘイ マシュー・センリッチ ゼブ・ウェールズ     | 2014年8月10日 |
| 139 | Chipotle Miserables                                                                                                   | ゼブ・ウェールズ | マシュー・センリッチ レイチェル・ブルーム マイク・ファソロ セス・グリーン ブレンダン・ヘイ マシュー・センリッチ ゼブ・ウェールズ     | 2014年8月17日 |
| 140 | Lots of Holidays (But Don't Worry Christmas is Still in There Too So Pull the Stick Out of Your Ass Fox News) Special | ゼブ・ウェールズ | マシュー・センリッチ レイチェル・ブルーム マイク・ファソロ セス・グリーン マシュー・センリッチ エリック・ウェイナー ゼブ・ウェールズ | 2014年12月7日 |

### シーズン8
| #   | 原題                                                  | 監督             | 脚本 | 米国放送日     |
| --- | ----------------------------------------------------- | ---------------- | --- | -------------- |
| 141 | Garbage Sushi                                         | トム・シェパード | マイク・ファソロ セス・グリーン マシュー・センリッチ メハール・セティ トム・シェパード ブライアン・ウィーソル                  | 2015年10月26日 |
| 142 | Ants on a Hamburger                                   | トム・シェパード | マイク・ファソロ セス・グリーン マシュー・センリッチ メハール・セティ トム・シェパード ブライアン・ウィーソル                  | 2015年11月2日  |
| 143 | Zeb and Kevin Erotic Hot Tub Canvas                   | トム・シェパード | マイク・ファソロ セス・グリーン マシュー・センリッチ メハール・セティ トム・シェパード ブライアン・ウィーソル                  | 2015年11月9日  |
| 144 | Cheese Puff Mountain                                  | トム・シェパード | マイク・ファソロ セス・グリーン マシュー・センリッチ メハール・セティ トム・シェパード ブライアン・ウィーソル                  | 2015年11月16日 |
| 145 | Cake Pillow                                           | トム・シェパード | マイク・ファソロ シェルビー・フェロー セス・グリーン ジョエル・ハーウィッツ マシュー・センリッチ トム・シェパード              | 2015年11月23日 |
| 146 | "Zero Vegetables                                      | トム・シェパード | マイク・ファソロ シェルビー・フェロー セス・グリーン ジョエル・ハーウィッツ マシュー・センリッチ トム・シェパード              | 2015年12月7日  |
| 147 | The Robot Chicken Christmas Special: The X-Mas United | トム・シェパード | マイク・ファソロ シェルビー・フェロー セス・グリーン ジョエル・ハーウィッツ マシュー・センリッチ トム・シェパード              | 2015年12月14日 |
| 148 | Joel Hurwitz                                          | トム・シェパード | マイク・ファソロ シェルビー・フェロー セス・グリーン ジョエル・ハーウィッツ マシュー・センリッチ トム・シェパード              | 2016年1月4日   |
| 149 | Blackout Window Heat Stroke                           | トム・シェパード | ディアドラ・デブリン ジェフ・エックマン マイク・ファソロ セス・グリーン JT・クラル マシュー・センリッチ                        | 2016年1月11日  |
| 150 | The Unnamed One                                       | トム・シェパード | ディアドラ・デブリン ジェフ・エックマン マイク・ファソロ セス・グリーン JT・クラル マシュー・センリッチ トム・シェパード       | 2016年1月18日  |
| 151 | Fridge Smell                                          | トム・シェパード | ディアドラ・デブリン ジェフ・エックマン マイク・ファソロ セス・グリーン JT・クラル マシュー・センリッチ                        | 2016年3月13日  |
| 152 | Western Hay Batch                                     | トム・シェパード | ディアドラ・デブリン ジェフ・エックマン マイク・ファソロ セス・グリーン JT・クラル マシュー・センリッチ                        | 2016年3月20日  |
| 153 | Triple Hot Dog Sandwich on Wheat                      | トム・シェパード | ディアドラ・デブリン マイク・ファソロ セス・グリーン ジョエル・ハルウィッツ ジェイソン・レイチ マシュー・センリッチ            | 2016年3月27日  |
| 154 | Joel Hurwitz Returns                                  | トム・シェパード | ディアドラ・デブリン マイク・ファソロ セス・グリーン ジョエル・ハルウィッツ ジェイソン・レイチ マシュー・センリッチ            | 2016年4月3日   |
| 155 | Hopefully Salt                                        | トム・シェパード | ディアドラ・デブリン マイク・ファソロ セス・グリーン ジョエル・ハルウィッツ ジェイソン・レイチ マシュー・センリッチ            | 2016年4月10日  |
| 156 | Yogurt in a Bag                                       | トム・シェパード | ディアドラ・デブリン マイク・ファソロ セス・グリーン ジョエル・ハルウィッツ ジェイソン・レイチ マシュー・センリッチ            | 2016年4月17日  |
| 157 | Secret of the Flushed Footlong                        | トム・シェパード | ミッキー・デイ マイク・ファソロ シェルビー・フェロー セス・グリーン マシュー・センリッチ メハール・セティ エリック・ウェイナー | 2016年4月24日  |
| 158 | Food                                                  | トム・シェパード | ミッキー・デイ マイク・ファソロ シェルビー・フェロー セス・グリーン マシュー・センリッチ メハール・セティ エリック・ウェイナー | 2016年5月1日   |
| 159 | Not Enough Women                                      | トム・シェパード | ミッキー・デイ マイク・ファソロ シェルビー・フェロー セス・グリーン マシュー・センリッチ メハール・セティ エリック・ウェイナー | 2016年5月8日   |
| 160 | The Angelic Sounds of Mike Giggling                   | トム・シェパード | ミッキー・デイ マイク・ファソロ シェルビー・フェロー セス・グリーン マシュー・センリッチ メハール・セティ エリック・ウェイナー | 2016年5月15日  |

### シーズン9
| #   | 原題                                                                                      | 監督                                | 脚本 | 米国放送日     |
| --- | ----------------------------------------------------------------------------------------- | ----------------------------------- | --- | -------------- |
| 161 | Freshly Baked: The Robot Chicken Santa Claus Pot Cookie Freakout Special: Special Edition | トム・シェパード                    | ニック・クロン・デヴィーコ ディアドラ・デブリン マイク・ファソロ セス・グリーン テッシャ・コンドラット マシュー・センリッチ トム・シェパード        | 2017年12月10日 |
| 162 | Hey I Found Another Sock                                                                  | トム・シェパード                    | ニック・クロン・デヴィーコ マイク・ファソロ シェルビー・フェロー セス・グリーン マシュー・センリッチ トム・シェパード                               | 2017年12月17日 |
| 163 | Scoot to the Gute                                                                         | トム・シェパード                    | ニック・クロン・デヴィーコ マイク・ファソロ シェルビー・フェロー セス・グリーン マシュー・センリッチ トム・シェパード                               | 2018年1月7日   |
| 164 | Things Look Bad for the Streepster                                                        | トム・シェパード                    | ニック・クロン・デヴィーコ マイク・ファソロ シェルビー・フェロー セス・グリーン マシュー・センリッチ トム・シェパード                               | 2018年1月14日  |
| 165 | Mr. Mozzarellas Hamburger Skateboard Depot                                                | トム・シェパード                    | ニック・クロン・デヴィーコ マイク・ファソロ シェルビー・フェロー セス・グリーン マシュー・センリッチ トム・シェパード                               | 2018年1月21日  |
| 166 | Strummy Strummy Sad Sad                                                                   | トム・シェパード                    | ディアドラ・デブリン マイク・ファソロ セス・グリーン キーエル・ケネディ マシュー・センリッチ エローリー・スミス                                     | 2018年1月28日  |
| 167 | 3 2 1 2 333, 222, 3...66?                                                                 | トム・シェパード                    | ディアドラ・デブリン マイク・ファソロ セス・グリーン キーエル・ケネディ マシュー・センリッチ エローリー・スミス                                     | 2018年2月4日   |
| 168 | We Don't See Much of That in 1940s America                                                | トム・シェパード                    | ディアドラ・デブリン マイク・ファソロ セス・グリーン キーエル・ケネディ マシュー・センリッチ エローリー・スミス                                     | 2018年2月11日  |
| 169 | Ext. Forest - Day                                                                         | トム・シェパード                    | ディアドラ・デブリン マイク・ファソロ セス・グリーン キーエル・ケネディ マシュー・センリッチ エローリー・スミス                                     | 2018年2月18日  |
| 170 | Factory Where Nuts Are Handled                                                            | トム・シェパード                    | ニック・クロン・デヴィーコ ディアドラ・デブリン マイク・ファソロ セス・グリーン テッシャ・コンドラッド マシュー・センリッチ トム・シェパード        | 2018年2月25日  |
| 171 | Never Forget                                                                              | トム・シェパード                    | ニック・クロン・デヴィーコ ディアドラ・デブリン マイク・ファソロ セス・グリーン テッシャ・コンドラッド マシュー・センリッチ トム・シェパード        | 2018年5月20日  |
| 172 | Shall I Visit the Dinosaurs?                                                              | トム・シェパード                    | ニック・クロン・デヴィーコ ディアドラ・デブリン マイク・ファソロ セス・グリーン テッシャ・コンドラッド マシュー・センリッチ トム・シェパード        | 2018年5月27日  |
| 173 | What Can You Tell Me About Butt Rashes?                                                   | トム・シェパード                    | マイク・ファソロ セス・グリーン キーエル・ケネディ マイケル・ポイソン マシュー・センリッチ トム・シェパード エロリー・スミス                        | 2018年6月3日   |
| 174 | Gimme That Chocolate Milk                                                                 | トム・シェパード                    | マイク・ファソロ セス・グリーン キーエル・ケネディ マイケル・ポイソン マシュー・センリッチ トム・シェパード エロリー・スミス                        | 2018年6月10日  |
| 175 | Why Is It Wet?                                                                            | トム・シェパード                    | マイク・ファソロ セス・グリーン キーエル・ケネディ マイケル・ポイソン マシュー・センリッチ トム・シェパード エロリー・スミス                        | 2018年6月17日  |
| 176 | Jew No. 1 Opens a Treasure Chest                                                          | トム・シェパード                    | マイク・ファソロ セス・グリーン キーエル・ケネディー マイケル・ポイソン マシュー・センリッチ トム・シェパード エロリー・スミス                      | 2018年6月24日  |
| 177 | He's Not Even Aiming at the Toilet                                                        | トム・シェパード                    | ハグ・デヴィッドソン マイク・ファソロ セス・グリーン マイケル・ポイソン マシュー・センリッチ メハール・セティ トム・シェパード エリック・ウェイナー | 2018年7月1日   |
| 178 | Your Mouth Is Hanging off Your Face                                                       | トム・シェパード アレック・ケイマー | マイク・ファソロ セス・グリーン マイケル・ポイソン マシュー・センリッチ メハール・セティ トム・シェパード エリック・ウェイナー                      | 2018年7月8日   |
| 179 | No Wait, He Has a Cane                                                                    | トム・シェパード                    | マイク・ファソロ セス・グリーン マイケル・ポイソン マシュー・センリッチ メハール・セティ トム・シェパード エリック・ウェイナー                      | 2018年7月15日  |
| 180 | Hi.                                                                                       | トム・シェパード                    | マイク・ファソロ セス・グリーン マイケル・ポイソン マシュー・センリッチ メハール・セティ トム・シェパード エリック・ウェイナー                      | 2018年7月22日  |

### シーズン10
| #   | 原題                                                                      | 監督             | 脚本 | 米国放送日                                             |
| --- | ------------------------------------------------------------------------- | ---------------- | --- | ------------------------------------------------------ |
| 181 | Ginger Hill in: Bursting Pipes                                            | トム・シェパード | マイク・ファソロ シェルビー・フェロー セス・グリーン マシュー・センリッチ トム・シェパード エロリー・スミス アンドリュー・ティー                                                           | 2019年9月30日                                          |
| 182 | Bugs Keith in: I Can't Call Heaven, Doug                                  | トム・シェパード | マイク・ファソロ セス・グリーン ジェイミー・ロフタス マイケル・ポイソン マシュー・センリッチ トム・シェパード ミラナ・ヴェイントゥルブ                                                     | 2019年9月30日                                          |
| 183 | Fila Ogden in: Maggie's Got a Full Load                                   | トム・シェパード | マイク・ファソロ セス・グリーン ジェイミー・ロフタス マイケル・ポイソン マシュー・センリッチ トム・シェパード ミラナ・ヴェイントゥルブ                                                     | 2019年10月7日                                          |
| 184 | Hermie Nursery in: Seafood Sensation                                      | トム・シェパード | マイク・ファソロ セス・グリーン ジェイミー・ロフタス マイケル・ポイソン マシュー・センライヒ、トム・シェパード、ミラナ・ヴェイントゥルブ                                                   | 2019年10月7日                                          |
| 185 | Garfield Stockman in: A Voice Like Wet Ham                                | トム・シェパード | マイク・ファソロ シェルビー・フェロー セス・グリーン マシュー・センリッチ トム・シェパード エロリー・スミス アンドリュー・ティー                                                           | 2019年10月14日                                         |
| 186 | Boogie Bardstown in: No Need, I Have Coupons                              | トム・シェパード | マイク・ファソロ シェルビー・フェロー セス・グリーン マシュー・センリッチ トム・シェパード エロリー・スミス アンドリュー・ティー                                                           | 2019年10月14日                                         |
| 187 | Snoopy Camino Lindo in: Quick and Dirty Squirrel Shot                     | トム・シェパード | マイク・ファソロ シェルビー・フェロー セス・グリーン マシュー・センリッチ トム・シェパード エロリー・スミス アンドリュー・ティー                                                           | 2019年10月21日                                         |
| 188 | Molly Lucero in: Your Friend's Boob                                       | トム・シェパード | マイク・ファソロ シェルビー・フェロー セス・グリーン マシュー・センリッチ トム・シェパード エロリー・スミス アンドリュー・ティー                                                           | 2019年10月21日                                         |
| 189 | Spike Fraser in: Should I Happen to Back Into a Horse                     | トム・シェパード | ニック・クロン・デヴィーコ マイク・ファソロ サーシャ・ファイラー セス・グリーン ジャレッド・グルシェッキ マイケル・マクミリアン ブレッキン・マイヤー マシュー・センリッチ トム・シェパード | 2019年10月28日                                         |
| 190 | Musya Shakhtyorov in: Honeyboogers                                        | トム・シェパード | ニック・クロン・デヴィーコ マイク・ファソロ サーシャ・ファイラー セス・グリーン ジャレッド・グルシェッキ マイケル・マクミリアン ブレッキン・マイヤー マシュー・センリッチ トム・シェパード | 2019年10月28日                                         |
| 191 | Robot Chicken's Santa's Dead (Spoiler Alert) Holiday Murder Thing Special | トム・シェパード | ディアドラ・デブリン マイク・ファソロ セス・グリーン ジャミー・ロフタス ハーモニー・マクエリゴット ブレッキン・メイヤー マイケル・ポイソン マシュー・センリッチ トム・シェパード           | 2019年12月10日                                         |
| 192 | Max Caenen in: Why Would He Know If His Mother's a Size Queen             | トム・シェパード | ニック・クロン・デヴィーコ マイク・ファソロ サーシャ・フェイラー セス・グリーン ジャレッド・グルシェッキ マイケル・マクミリアン ブレッキン・マイヤー マシュー・センリッチ トム・シェパード | 2019年6月29日                                          |
| 193 | Petless M in: Cars Are Couches of the Road                                | トム・シェパード | ディアドラ・デブリン マイク・ファソロ セス・グリーン ジェイミー・ロフタス ハーモニー・マケリゴット ブレッキン・マイヤー マイケル・ポイソン マシュー・センリッチ トム・シェパード           | 2019年6月29日                                          |
| 194 | Buster Olive in: The Monkey Got Closer Overnight                          | トム・シェパード | ディアドラ・デブリン マイク・ファソロ セス・グリーン ジェイミー・ロフタス ハーモニー・マケリゴット ブレッキン・マイヤー マイケル・ポイソン マシュー・センリッチ トム・シェパード           | 2019年7月6日                                           |
| 195 | Ghandi Mulholland in: Plastic Doesn't Get Cancer                          | トム・シェパード | ディアドラ・デブリン マイク・ファソロ セス・グリーン ジェイミー・ロフタス ハーモニー・マケリゴット ブレッキン・マイヤー マイケル・ポイソン マシュー・センリッチ トム・シェパード           | 2019年7月13日                                          |
| 196 | Gracie Purgatory in: That's How You Get Hemorrhoids                       | トム・シェパード | マイク・ファソロ セス・グリーン ジャレッド・グルシェッキ ハーモニー・マケリゴット マイケル・ポイソン マシュー・センリッチ トム・シェパード エロリー・スミス                                | 2019年7月13日                                          |
| 197 | Sundancer Craig in: 30% of the Way to Crying                              | トム・シェパード | マイク・ファソロ セス・グリーン ジャレッド・グルシェッキ ハーモニー・マケリゴット マイケル・ポイソン マシュー・センリッチ トム・シェパード エロリー・スミス                                | 2020年7月20日                                          |
| 198 | Callie Greenhouse in: Fun. Sad. Epic. Tragic.                             | トム・シェパード | ニック・クロン・デヴィーコ マイク・ファソロ サーシャ・ファイラー セス・グリーン ジャレッド・グルシェッキ マイケル・マクミリアン ブレッキン・メイヤー マシュー・センリッチ トム・シェパード | 2020年4月1日 （特別先行放送） 2020年7月20日 （本放送） |
| 199 | Babe Hollytree in: I Wish One Person Had Died                             | トム・シェパード | マイク・ファソロ セス・グリーン ジャレッド・グルシェッキ ハーモニー・マケリゴット マイケル・ポイソン マシュー・センリッチ トム・シェパード、エロリー・スミス                               | 2020年7月27日                                          |
| 200 | Endgame                                                                   | トム・シェパード | マイク・ファソロ セス・グリーン ジャレッド・グルシェッキ ハーモニー・マケリゴット マイケル・ポイソン マシュー・センリッチ トム・シェパード、エロリー・スミス                               | 2020年7月27日                                          |

### シーズン11
| #   | 原題                                                                                  | 監督             | 脚本 | 米国放送日    |
| --- | ------------------------------------------------------------------------------------- | ---------------- | --- | ------------- |
| 201 | May Cause a Whole Lotta Scabs                                                         | トム・シェパード | マギー・カナン マイク・ファソロ セス・グリーン ゾーイ・キャッツ マシュー・センリッチ トム・シェパード ジョシュ・レハーマン カイル・スティギナー エリック・ウェイナー | 2021年9月7日  |
| 202 | May Cause Light Cannibalism                                                           | トム・シェパード | マギー・カナン マイク・ファソロ セス・グリーン ゾーイ・キャッツ マシュー・センリッチ トム・シェパード ジョシュ・レハーマン カイル・スティギナー エリック・ウェイナー | 2021年9月8日  |
| 203 | May Cause Immaculate Conception                                                       | トム・シェパード | マギー・カナン マイク・ファソロ セス・グリーン ゾーイ・キャッツ マシュー・センリッチ トム・シェパード ジョシュ・レハーマン カイル・スティギナー エリック・ウェイナー | 2021年9月9日  |
| 204 | May Cause the Exact Thing You're Taking This to Avoid                                 | トム・シェパード | マギー・カナン マイク・ファソロ セス・グリーン ゾーイ・キャッツ マシュー・センリッチ トム・シェパード ジョシュ・レハーマン カイル・スティギナー エリック・ウェイナー | 2021年9月10日 |
| 205 | May Cause One Year of Orange Poop                                                     | トム・シェパード | マギー・カナン マイク・ファソロ セス・グリーン ジェイミー・ロフタス ハーモニー・マクエリゴット マシュー・センリッチ トム・シェパード                                 | 2021年9月14日 |
| 206 | May Cause Random Wolf Attacks                                                         | トム・シェパード | マギー・カナン マイク・ファソロ セス・グリーン ジェイミー・ロフタス ハーモニー・マクエリゴット マシュー・センリッチ トム・シェパード                                 | 2021年9月15日 |
| 207 | May Cause Lucid Murder Dreams                                                         | トム・シェパード | マギー・カナン マイク・ファソロ セス・グリーン ジェイミー・ロフタス ハーモニー・マクエリゴット マシュー・センリッチ トム・シェパード                                 | 2021年9月16日 |
| 208 | May Cause Numb Butthole                                                               | トム・シェパード | マギー・カナン マイク・ファソロ セス・グリーン ジェイミー・ロフタス ハーモニー・マクエリゴット マシュー・センリッチ トム・シェパード                                 | 2021年9月17日 |
| 209 | May Cause the Need for Speed                                                          | トム・シェパード | マギー・カナン チェルシー・デイヴィソン マイク・ファソロ セス・グリーン ノア・プレストウィッチ マシュー・センリッチ トム・シェパード                                 | 2021年9月21日 |
| 210 | May Cause Your Dad to Come Back With That Gallon of Milk He Went Out for 10 Years Ago | トム・シェパード | マギー・カナン チェルシー・デイヴィソン マイク・ファソロ セス・グリーン ノア・プレストウィッチ マシュー・センリッチ トム・シェパード                                 | 2021年9月22日 |
| 211 | May Cause Episode Title to Cut Off Due to Word Lim                                    | トム・シェパード | マギー・カナン チェルシー・デイヴィソン マイク・ファソロ セス・グリーン ノア・プレストウィッチ マシュー・センリッチ トム・シェパード                                 | 2021年9月23日 |
| 212 | Happy Russian Deathdog Dolloween 2 U                                                  | トム・シェパード | マギー・カナン マイク・ファソロ セス・グリーン マイケル・ポイソン マシュー・センリッチ トム・シェパード エロリー・スミス コーディ・ジグラー                          | 2021年9月24日 |
| 213 | May Cause Indecision...Or Not                                                         | トム・シェパード | マギー・カナン チェルシー・デイヴィソン マイク・ファソロ セス・グリーン ノア・プレストウィッチ マシュー・センリッチ トム・シェパード                                 | 2022年2月21日 |
| 214 | May Cause Bubbles Where You Don't Want 'Em                                            | トム・シェパード | マギー・カナン マイク・ファソロ セス・グリーン マイケル・ポイソン マシュー・センリッチ トム・シェパード エロリー・スミス コーディ・ジグラー                          | 2022年2月28日 |
| 215 | May Cause a Squeakquel                                                                | トム・シェパード | マギー・カナン マイク・ファソロ セス・グリーン マイケル・ポイソン マシュー・センリッチ トム・シェパード エロリー・スミス コーディ・ジグラー                          | 2022年3月7日  |
| 216 | May Cause Involuntary Political Discharge                                             | トム・シェパード | マギー・カナン マイク・ファソロ セス・グリーン マイケル・ポワソン マシュー・センリッチ トム・シェパード エロリー・スミス コーディ・ジグラー                          | 2022年3月14日 |
| 217 | May Cause an Excess of Ham                                                            | トム・シェパード | マギー・カナン マイク・ファソロ セス・グリーン ゾーイ・キャッツ ノア・プレストウィッチ マシュー・センリッチ トム・シェパード ケビン・シャニック                      | 2022年3月21日 |
| 218 | May Cause Internal Diarrhea                                                           | トム・シェパード | マギー・カナン マイク・ファソロ セス・グリーン ゾーイ・キャッツ ノア・プレストウィッチ マシュー・センリッチ トム・シェパード ケビン・シャニック                      | 2022年3月28日 |
| 219 | May Cause Weebles to Fall Down                                                        | トム・シェパード | マギー・カナン マイク・ファソロ セス・グリーン ゾーイ・キャッツ、ノア・プレストウィッチ、マシュー・センリッチ トム・シェパード ケビン・シャニック                    | 2022年4月4日  |
| 220 | May Cause Season 11 to End                                                            | トム・シェパード | マギー・カナン マイク・ファソロ セス・グリーン ゾーイ・キャッツ ノア・プレストウィッチ マシュー・センリッチ トム・シェパード ケビン・シャニック                      | 2022年4月11日 |

### スペシャル
| 邦題                                            | 原題                                                       | 監督                            | 脚本 | 米国放送日     |
| ----------------------------------------------- | ---------------------------------------------------------- | ------------------------------- | --- | -------------- |
|                                                 | Robot Chicken's Christmas Special                          | サンディ・クロース              | マイク・ファソロ セス・グリーン チャールズ・ホーン パット・マッカラム ブレッキン・メイヤー マシュー・センリッチ                                                                                              | 2005年12月23日 |
| ロボット・チキン / スター・ウォーズ エピソード1 | Robot Chicken: Star Wars                                   | セス・グリーン                  | セス・グリーン ジョルダン・アレン・ダットン マイク・ファソロ チャールズ・ホーン ブレッキン・メイヤー マシュー・センリッチ ハグ・スターバコフ エリック・ウェイナー                                            | 2007年6月17日  |
| ロボットチキン / スター・ウォーズ エピソード2   | Robot Chicken: Star Wars Episode II                        | セス・グリーン                  | ヒュー・デイビッドソン マイク・ファソロ セス・グリーン ブレッキン・メイヤー ダン・ミラノ マシュー・センリッチ ケビン・シャニック ゼブ・ウェールズ                                                            | 2008年11月16日 |
|                                                 | Robot Chicken: Star Wars Episode 2.5                       | 不明                            | 不明 | 2009年11月23日 |
| ロボットチキン / スター・ウォーズ エピソード3   | Robot Chicken: Star Wars Episode III                       | クリス・マッケイ                | マシュー・ビーンズ ヒュー・デイビッドソン マイク・ファソロ セス・グリーン ジェフ・ジョーンズ ブレッキン・メイヤー ケビン・シャニック ヒュー・スターバコフ ダン・ミラノ マシュー・センリッチ ゼブ・ウェールズ | 2010年12月19日 |
|                                                 | Robot Chicken: DC Comics Special                           | セス・グリーン                  | マット・ビーンズ マイケル・ファソロ セス・グリーン ジェフ・ジョーンズ ブレッキン・メイヤー マシュー・センリッチ ケビン・シャニック ゼブ・ウェールズ                                                          | 2012年9月10日  |
|                                                 | Born Again Virgin Christmas Special                        | ゼブ・ウェルズ                  | マシュー・ビーンズ ヒュー・デイビッドソン マイク・ファソロ セス・グリーン ブレッキン・メイヤー マシュー・センリッチ ゼブ・ウェルズ                                                                           | 2013年12月17日 |
|                                                 | Robot Chicken DC Comics Special 2: Villains in Paradise    | セス・グリーン ゼブ・ウェールズ | マシュー・ビーンズ ハグ・デヴィッドソン マイク・ファソロ セス・グリーン ジョフ・ジョーンズ ブレッキン・メイヤー マシュー・センリッチ ケヴィン・シュニック ゼブ・ウェールズ                                   | 2014年4月6日   |
|                                                 | Robot Chicken DC Comics Special III: Magical Friendship    | ゼブ・ウェールズ                | ハグ・デヴィッドソン マイク・ファソロ セス・グリーン ジョフ・ジョーンズ JT・クラル ブレッキン・メイヤー マシュー・センリッチ トム・シェパード ケヴィン・シュニック                                           | 2015年10月19日 |
|                                                 | The Robot Chicken Walking Dead Special: Look Who's Walking | トム・シェパード                | ハグ・デヴィッドソン マイク・ファソロ スコット・M・ギンプル セス・グリーン ロバート・キークマン JT・スカル ブレッキン・メイヤー マシュー・センリッチ トム・シェパード エリック・ウェイナー ゼブ・ウェールズ  | 2017年10月9日  |
|                                                 | The Bleepin' Robot Chicken Archie Comics Special           | トム・シェパード                | マギー・カナン ハグ・デヴィッドソン マイク・ファソロ セス・グリーン ブレッキン・メイヤー マシュー・センリッチ トム・シェパード エロリー・スミス ミラーナ・ヴェイントラブ                                     | 2021年3月24日  |

## ストリーミング配信
アメリカ合衆国では、Maxで全220話が配信されている。日本では未配信。

## 日本での上陸
日本では放送されておらず、2012年12月4日にハピネットから発売されたDVD「ロボット・チキン/スター・ウォーズ」（品番：BIBF-8191（第1巻）、BIBF-8192（第2巻）、BIBF-8193（第3巻））と全3エピソードを全て収録したブルーレイBOX（品番：BIXF-9224）しか視聴できない。スター・ウォーズが出演しているロボット・チキンのDVDでは日本語吹き替え版・字幕版を搭載しており、大平透がダース・ベイダー、岩崎ひろしがパルパティーン皇帝とC-3PO、浪川大輔がルーク・スカイウォーカーとアナキン・スカイウォーカー、三ツ矢雄二がジャー・ジャー・ビンクスの吹き替えを担当している。